# Macquartia albertana
Macquartia albertana là một loài ruồi trong họ Tachinidae.